# Lasse Kyed Rasmussen
Lasse Kyed Rasmussen (født 1984) er en dansk manuskriptforfatter uddannet fra Den Danske Filmskole (2011) og Københavns Universitet (2008). Han har blandt andet skrevet på tv-serierne Arvingerne, Backstage, Dicte, Tinkas juleeventyr, The Rain, Dag & Nat samt Forhøret. Senest har han været hovedforfatter på sæson 4 af Den Som Dræber og skrevet manuskriptet til den kommende film om virkelighedens Rejsehold, Rejseholdet - Det Første Mord.